# Infarto
O infarto ou enfarte é a consequência máxima da falta de oxigenação de um órgão ou parte dele.
Quando existe uma lesão arterial que diminua a irrigação de um órgão, este órgão passa a sofrer de isquemia. Se o problema arterial não for resolvido rapidamente então dá-se o que se chama de "enfarte" - as células morrem. Assim, enfarte é sinônimo de necrose. Quando o enfarte não atinge todo um órgão, a zona de necrose está rodeada por uma zona de isquemia onde a diminuição do fluxo arterial põe as células em sofrimento, mas não é suficientemente grave para provocar necrose. O infarto do miocárdio ocorre quando parte desse músculo cardíaco deixa de receber sangue pelas artérias coronárias que os nutrem. Quando isso acontece, a parte do músculo que não é irrigada pelo sangue deixa de funcionar, o que pode levar a pessoa à morte.[carece de fontes?]
Os órgãos mais acometidos por esta complicação são o miocárdio e cérebro (ver artigos detalhados: Infarto agudo do miocárdio e AVC). No entanto, qualquer órgão do corpo humano pode ser acometido desse problema. Por exemplo, numa oclusão intestinal por aderências, essas aderências provocam uma torção de uma alça (português brasileiro) ou ansa (português europeu)  intestinal, comprometendo a sua circulação, levando primeiro a isquemia e depois necrose com rotura da ansa e a peritonite concomitante. Outro exemplo seria o caso muito raro numa cirurgia da aorta abdominal, na qual uma complicação levaria a um infarto medular.
A aterosclerose com estenoses severas produz isquémia, como acontece nas artérias dos membros inferiores ou nas artérias mesentéricas. Esta última situação é responsável por muitos quadros de abdómen agudo na pessoa idosa. Já nos membros inferiores a necrose de uma extremidade só acontece quando várias artérias estão completamente obstruídas pois existem anastomoses que conseguem irrigar a distalidade. Por exemplo para que se dê a necrose do pé é necessário que as três artérias tibial anterior, tibial posterior e peronial estejam ocluídas e que não tenha havido tempo para desenvolver uma rede colateral eficaz. Nestes casos é habitual utilizar também a palavra gangrena como sinónimo de necrose.